# Морозов, Алексей Викторович
Алексей Викторович Морозов (род. 26 сентября 1974 года, Фрунзе, Киргизская ССР, СССР) — современный художник, скульптор, архитектор. Он родился в Кыргызстане, учился в России, с 2010-х годов живёт и работает в Италии. Член-корреспондент Российской академии художеств.

## Биография
Алексей Морозов родился 26 сентября 1974 года в Бишкеке (Фрунзе) Киргизской ССР. В 1991 году он начал обучение на факультете архитектуры Фрунзенского государственного политехнического института, но вскоре покинул вуз и переехал в Россию. В 1992 году он стал обладателем гран-при II Биеннале современного искусства в Санкт-Петербурге. В 1994—1999 годах Морозов учился в Московском государственном академическом художественном институте имени В. И. Сурикова (МГАХИ). 
В МГАХИ Морозова привлекла академическая школа, и он распределилися в мастерскую скульптуры Льва Кербеля, где также обучался у его ассистентом по рисунку Гуго Манизера — представителя третьего поколения творческой династии. Кербель и Манизер стали для молодого скульптора учителями, менторами и близкими людьми. Позднее Морозов подчёркивал важность этой преемственности в его творчестве. В 1999 Морозов завершил обучение с дипломной скульптурой Ultima Ratio.
Около года после окончания МГАХИ Морозов прожил в Провансе, где изучал французскую скульптуру XVI—XVIII веков и практиковался в работе с терракотой. После возвращения в Россию он сблизился с основателем Новой академии изящных искусств Тимуром Новиковым. Морозов не состоял в Академии, но вместе с Георгием Гурьяновым и Егором Островым входил в творческое движение «Новых серьёзных». Близость к неоакадемистам нашла отражение в художественной практике Морозова, но искусствоведы отмечали намного более серьёзный подход Морозова к античным культурным кодам.
Морозов рассказывал, что именно Новиков в 2002 году убедил его провести первую серьёзную выставку, после чего началась его активная выставочная работа в России и за рубежом. В 2011 году его первая персональная музейная выставка Antologia прошла в Мраморном дворце Русского музея, где были представлены около 60 работ, созданных за 10 лет. Лейтмотивом проекта стала концепция Pax Romana — продолжительного периода относительного мира, который способствовал укреплению греко-римской культуры как фундамента современной западной цивилизации.
С 2006 года Морозов значительную часть времени проводил в Италии, где обучался работе с апуанским мрамором. Свои бронзовые скульптуры он отливал исключительно в итальянских мастерских. Наконец, всё творчество Морозова было вдохновлено итальянской визуальной культурой. В середине 2010-х годах скульптор переехал в Италию и стал резидентом Лукки.

## Творчество
Большую роль в творчестве Морозова играет фундаментальная школа: владение академическим рисунком и техникой масляной живописи, знание композиции и анатомии, внимание к деталям и технике исполнения. В интервью Морозов рассказывал, что самостоятельно выполняет эскизы, живопись и модели, сам отделывает и патинирует бронзу, а ассистентов старается привлекать только для задач, которые невозможно выполнить в одиночку. Органические формы скульптор моделирует руками, неорганические — в программах трёхмерного моделирования, в частности, в ZBrush.
Творческий идеал Морозова — классическая античная скульптура. На протяжении всей творческой карьеры скульптор переосмысляет греко-римское искусство и наследие академической школы, гармонизирует традиционную иконографию и современные смыслы, воспроизводит античные мифы, дополняя их футуристическими образами, выстраивает диалог между классическим и современным искусством.
Ему интересно выяснить причину живучести эллинистического в широком понимании. Как искусства, как отношения к жизни и прочего. В итоге своим творчеством Морозов доказывает, что классические формы не умерли, что античные архетипы органичны современным контекстам, что традиции и новации вполне могут органично сосуществовать. [...] Для большинства художников греко-римская классика - как канон либо как предмет постмодернистской цитатности, иронии и игры. Морозов демонстрирует иной подход. Античность он заново переживает.Александр Боровский, куратор выставки Antologia в Русском музее, 2011
Постоянные протагонисты работ Морозова — ожившие античные скульптуры, коры, куросы и кариатиды — которых он наделяет маниями и страхами современного человека. Свои проекты скульптор описывает как миры собственной метавселенной, между которыми герои перемещаются как персонажи комиксов о супергероях (комикс как жанр он называет важнейшей частью современной культуры и коллекционирует). Во многих работах Морозова повторяется мотив крика — лишённого агрессии, безэмоционального, представляющего собой сверхусилие для преодоления отчаяния, одиночества, меланхолии.
В художественной оптике Морозова материальное наследие культур верхнего палеолита, неолита (времени формирования базовых мифов человечества), эпохи Просвещения, современной постиндустриальной эпохи или будущего равноценны, и потому сосуществуют и находятся в синергии в контексте его работ. Коры и корусы Морозова, снаряжённые футуристическим оружием, соседствуют в постапокалиптическом мире с птицами-конвертопланами и сиренами с дюзами ракетных двигателей. Скульптор отмечал сходство артефактов прошлого и настоящего. Например, сегвей появился в его работах из-за удивительно точного соответствия пропорций и положения наездника античной биге — двухколёсной колеснице, запряжённой парой лошадей.

## Проекты

### Pontifex Maximvs
Идею Pontifex Maximvs (букв. лат. «Великий мостостроитель») — тотальной инсталляции, в которой «мост» одновременно выступает инженерной конструкцией и архетипом связей в современном мире (между классическим и современным искусством, прошлым и настоящим, Востоком и Западом и т.д.) — Морозов сформулировал в 2011 году. Процесс «реконструкции моста» в проекте — это реконструкция мира, который требует обновления, поскольку происходящие в нём процессы становятся всё более быстротечными. Морозов описывал Pontifex Maximvs как проект на стыке изобразительного искусства и архитектуры, которая вносит логику и системность в язык современного искусства.
Пилотная версия Pontifex Maximvs была представлена в специальном проекте 6-й Московской биеннале современного искусства в 2015 году. В 2016 году полная версия Pontifex Maximvs была представлена в пространстве Национального археологического музея Неаполя, где более 30 работ Морозова были «зарифмованы» с артефактами Помпеи, Геркуланума и Пестума из собрания музея. Выставка стала совместным проектом неапольского музея и Московского музея современного искусства (ММОМА) под патронажем Министерства культурного наследия, культурной деятельности и туризма Италии. В 2017 году проект был представлен в пространстве ММОМА в Москве. Кураторами выставок в Неаполе и Москве выступили Алессандро Романини и Кристина Краснянская. 
Pontifex Maximvs стал первой частью трилогии Морозова, исследующей исторические и культурные матрицы европейской идентичности. По словам скульптора, в ходе подготовки проекта он понял, что «реконструкция мира» запоздала, и обозначил следующий этап — Exodus (англ. Исход).

### La Rondine
Проект La Rondine (итал. Ласточка), названный по имени оперы Джакомо Пуччини был представлен в Лукке в декабре 2018 года в Выставочном дворце как часть официальной программы фестиваля Puccini Days. Мультидисциплинарный проект скульптора Морозова, писателя Николая Лилина и композитора Федерико де Робертис при участии куратора Алессандро Романини переосмыслил оригинальную оперу Пуччини — её сценографию, текст и музыку.
Через героиню Магды (протоагониста «Ласточки») Морозов анализировал историческую память и идентичность женщины, тему духовного путешествия и преображения, одновременно проводя параллели с чеховской «Чайкой». Художественным пространством постановки стала Северная Европа IX-X веков — периода норманнских набегов, когда их гены и культура смешались с преобладавшими в остальной Европе, став частью общей идентичности. В образах каррарских мраморные карьеров, включённых в повествование, угадывались аллюзии на советские лагеря как опыт изгнания и коллективной травмы, пусть от жертвы к героине. Работы из проекта, в том числе, небольшая статуэтка Магды в лагерной телогрейке, в дальнейшем вошли в инсталляцию «дом покаяния и преображения» в следующем проекте Морозова — Exodus.

### Exodus
Второй частью задуманной Морозовым трилогии, посвящённой поиску общих культурных корней Европы, стал Exodus (англ. Исход) — большая персональная выставка в июне-октября 2024 года. Её организовали администрация муниципалитета Пизы и ассоциация Start Attitude при участии Регионального совета Тосканы и под патронажем администрации провинции Пиза Тотальная инсталляция охватила ряд знаковых исторических и культурных памятников Пизы — Палаццо Коммунале, церковь Санта-Мария делла Спина, Палаццо Блу, Торре Гуельфа, набережную Арно и Пьяцца деи Мираколи (честь, которой удостаивались немногие современные художники). Четыре инсталляции, названных по принципу алхимических практик «домами» (итал. casa) разместились в Санта-Мария делла Спина (Casa Metanoia, итал. дом покаяния и преображения) и на трёх уровнях Торре Гуельфа: Casa Socerdotе (итал. дом священннослужителя), Casa Anatomica (итал. дом анатома), Casa degli Ucelli (итал. дом птиц).
Тему «исхода», вынесенного в название выставке, Морозов определял как переход цивилизации в новый этап на фоне фундаментальных изменений, сопоставимых по масштабу с неолитической революцией (переходом от присваивающего хозяйства к производящей культуре). В более узком смысле «исход» отражал темы миграции, вынужденного перемещения и поиска идентичности. Структура выставки, охватывающей открытые и закрытие пространства в городе, формировала  маршрут, символизирующий путь человечества от древности к современности и далее к концу времени.

### Manuport
Третья запланированная часть проекта носит имя Manuport (от лат. «рука» и «нести») — это понятие в археологии, антропологии и искусствоведении описывает природный объект, который был изъят из первоначального контекста и использован человеком без изменений, например, как произведение искусства. Сам Морозов закладывает в название идею «переоткрывания» искусства.

## Другие работы
Морозов — скульптор и архитектор памятника основателям Московского художественного театра Константину Станиславскому и Владимиру Немировичу-Данченко перед входом в театр на пересечении Тверской улицы и Камергерского переулка. Работа над монументом шла в Италии на протяжении двух лет: скульптурная группа была отлита из бронзы в Пьетрасанте, постамент — исполнен из серого финского гранита в Вероне. Фигуры основателей театра опираются на античный алтарь, на котором высечена надпись Homines, leones, aquilae et perdices, cervi cornigeri… (лат. «Люди, львы, орлы и куропатки, рогатые олени...») — перевод начала монолога Нины Заречной из пьесы Антона Чехова «Чайка». Открытие монумента состоялось в сентябре 2014 года и было приурочено к началу нового, 117-го сезона МХТ. Примечательно, что на постаменте памятника отсутствует фрагмент таблички с текстом: Морозов намеренно удалил его, а затем включил в инсталляцию в проекте Exodus как «Барельеф „Нина“».
В феврале 2025 года в парке Вилла Грациоли в римском Париоли был установлен выполненный Морозовым памятник киргизскому писателю, журналисту и мыслителю Чингизу Айтматову. Памятник, сочетающий элементы классической римской скульптуры и визуальной деконструкции, выполнен из белого каррарского мрамора и установлен на постаменте из травертина из Тиволи. Работа над памятником заняла около года. По замыслу Морозова, памятник символизирует горную вершину как метафору масштаба личности Айтматова, его вклада в национальную культуру и отражение ключевой для писателя темы взаимоотношений человека и природы.
Морозов — автор наград за лучший художественный фильм, за лучший короткометражный фильм и за вклад в искусство международного кинофестиваля в Лукке 2016 года.

## Педагогическая и общественная работа
Морозов — член-корреспондент Российской академии художеств (с 2013 года), член президиума РАХ в 2013—2017 годах. В этот период скульптор также был руководителем Московского государственного академического художественного училища памяти 1905 года (в 2016 переименовано в Московское академическое художественное училище, МАХУ). Под его руководством в институции прошла реконструкция, было открыто новое отделение скульптуры, создана кафедра анатомии, введены программы итальянских практик для студентов.

## Выставки и коллекции
Открытые и приватные выставки Морозова проходили в Санкт-Петербурге, Москве, Сингапуре, Лондоне, Париже, Вероне, Пьетрасанте, Стамбуле, Неаполе, Пизе. Работы продавались на аукционах Sotheby's, Christie's и Phillips, входят в собрания Государственного Русского музея, музея Новой академии изящных искусств, корпоративные и частные коллекции. Морозов стал самым молодым в рейтингах самых дорогих ныне живущих российских художников, составленных The Art Newspaper Russia в 2016 и 2021 годах.
- 2002 — Magos, Виченца, Италия[62]
- 2003 — Craft Deco Academic, Новая академия, Санкт-Петербург[15]
- 2003 — Craft Deco Classic, галерея «Д137», Санкт-Петербург[15]
- 2004 — Constantinopolis, центр дизайна ArtPlay, Москва[15][62]
- 2011 — Antologia, Государственный Русский музей, Санкт-Петербург[15]
- 2013 — Cariatide Supersonic, пьяцца Бра, Верона, Италия[34]
- 2014 — Morosov MMXIV, галерея «Эритаж», Москва[34]
- 2015 — Cantata iTunes, Пьетрасанта, Италия[34]
- 2016 — Pontifex Maximvs, Национальный археологический музей Неаполя, Неаполь, Италия[26]
- 2017 — PONTIFEX_MAXIMVS/LE STANZE, Московский музей современного искусства, Москва
- 2024 — Exodus, различные площадки, Пиза, Италия[2]

### Групповые выставки
- 1992 — II Биеннале современного искусства, выставочный зал Союза художников «Охта», Санкт-Петербург[62]
- 2000 — Mitra Super (совместно с Новой академией), Манеж, Москва[62]
- 2006 — Ericho (в рамках Международного салона изящных искусств), Манеж, Москва[62]
- 2007 — Morozov Manufakturing (в рамках Международного салона изящных искусств), Манеж, Москва[62]
- 2009 — Praetoria X (стенд галереи «Триумф» на художественной ярмарке «Арт-Москва»), Москва[62]
- 2010 — Basilica (стенд галереи «Триумф» на художественной ярмарке «Арт-Москва»), Москва[62]
- 2012 — Serenitas (стенд галереи «Триумф» на художественной ярмарке «Арт-Москва», выставка работ из частных коллекций), Москва[63]
- 2013 — художественная ярмарка Art Stage Singapore, Сингапур[64]
- 2013 — Cariatide Supersonic, художественная ярмарка Maison et Objet[англ.], Париж[65]
- 2015 — Antropomakhia, художественная ярмарка Cosmoscow, Москва[65]
- 2015 — Pontifex Maximvs preview (в рамках 6-й Московской международной биеннале современного искусства), ВДНХ, Москва[9]
- 2015 — Antropomakhia, художественная ярмарка Instanbul Contemporary, Стамбул, Турция[65]
- 2018 — La Rondine, в рамках фестиваля Puccini Days, Лукке, Италия[40][42]